# Metasia orphnopis
Metasia orphnopis là một loài bướm đêm trong họ Crambidae.